# Nicholas Hoult

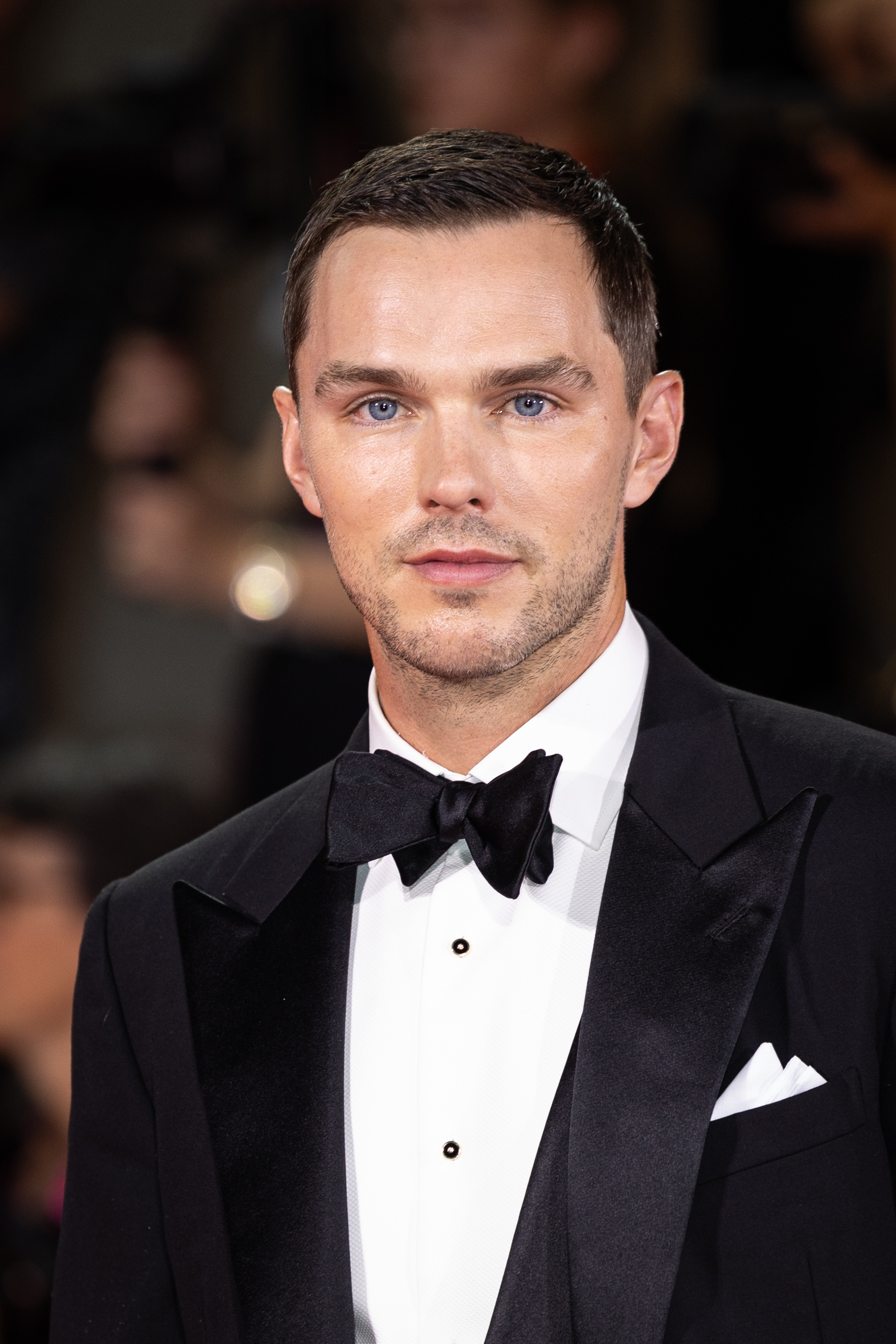
Nicholas Hoult (2024)

Nicholas Caradoc Hoult (* 7. Dezember 1989 in Wokingham, Berkshire, England) ist ein britischer Film- und Theaterschauspieler.

## Berufliche Laufbahn
In seiner Filmografie sind Hauptrollen in großen Produktionen sowie in unabhängigen Projekten der US-amerikanischen und britischen Filmindustrie enthalten. Seinen erfolgreichen Einstieg in die Welt des Kinos hatte er mit 11 Jahren in der Rolle des Marcus in About a Boy oder: Der Tag der toten Ente (2002) – zuvor hatte er bereits kleinere Fernseh- und Filmrollen in britischen Produktionen übernommen, seit er im Alter von drei Jahren mit der Schauspielerei begann und in Intimate Relations (1996) debütierte. Seitdem hat sich sein Vermächtnis stetig erweitert, mit Auftritten in Serien und Spielfilmen.
Mit 17 Jahren verkörperte er die Figur Tony Stonem in der britischen Serie Skins – Hautnah (2007–2008), eine Rolle, die ihm den Übergang vom Kinderstar zu düstereren Charakteren in der Filmindustrie ermöglichte und ihm Erfolg und Anerkennung einbrachte. Erst ein Jahrzehnt später kehrte er zur Serie zurück und spielte den russischen Kaiser Peter III. in The Great (2020–2023), was ihm zwei Nominierungen für die Golden Globe Awards sowie eine Nominierung für die Primetime Emmy Awards einbrachte.
Sein Durchbruch in Hollywood begann mit dem Drama A Single Man (2009), für das er eine Nominierung bei den BAFTA Awards erhielt. Zu seinen herausragenden Filmrollen gehören X-Men: Erste Entscheidung (2011), Warm Bodies (2013), Jack and the Giants (2013), X-Men: Zukunft ist Vergangenheit (2014), Mad Max: Fury Road (2015), Equals – Euch gehört die Zukunft (2015), The Favourite – Intrigen und Irrsinn (2018), Tolkien (2019), The Menu (2022), Renfield (2023), The Order (2024), Juror No. 2 (2024) und Nosferatu – Der Untote (2024).
Hoult ist auch als Synchronsprecher tätig und leiht seine Stimme Erzählungen, Hörbüchern und verschiedenen animierten Figuren, darunter der Figur Ace im Film Futbolín (2013), dem Hasen Fiver in der britischen Miniserie Unten am Fluss (2018), der Figur Patrick in der Stop-Motion-Serie für Erwachsene Crossing Swords (2020–2021) und Jon Arbuckle im Animationsfilm Garfield – Eine extra Portion Abenteuer (2024).
Am Trafalgar Studios in London spielte er 2009 die Hauptrolle im Theaterstück New Boy. Im Jahr 2012 wurde er in die jährliche Liste Forbes 30 Under 30 aufgenommen. 2024 ernannte ihn das Magazin GQ zum „Schauspieler des Jahres“. Er ist Mitglied der US-amerikanischen Academy of Motion Picture Arts and Sciences und besitzt seine eigene Filmproduktionsfirma Dead Duck Films.

## Leben

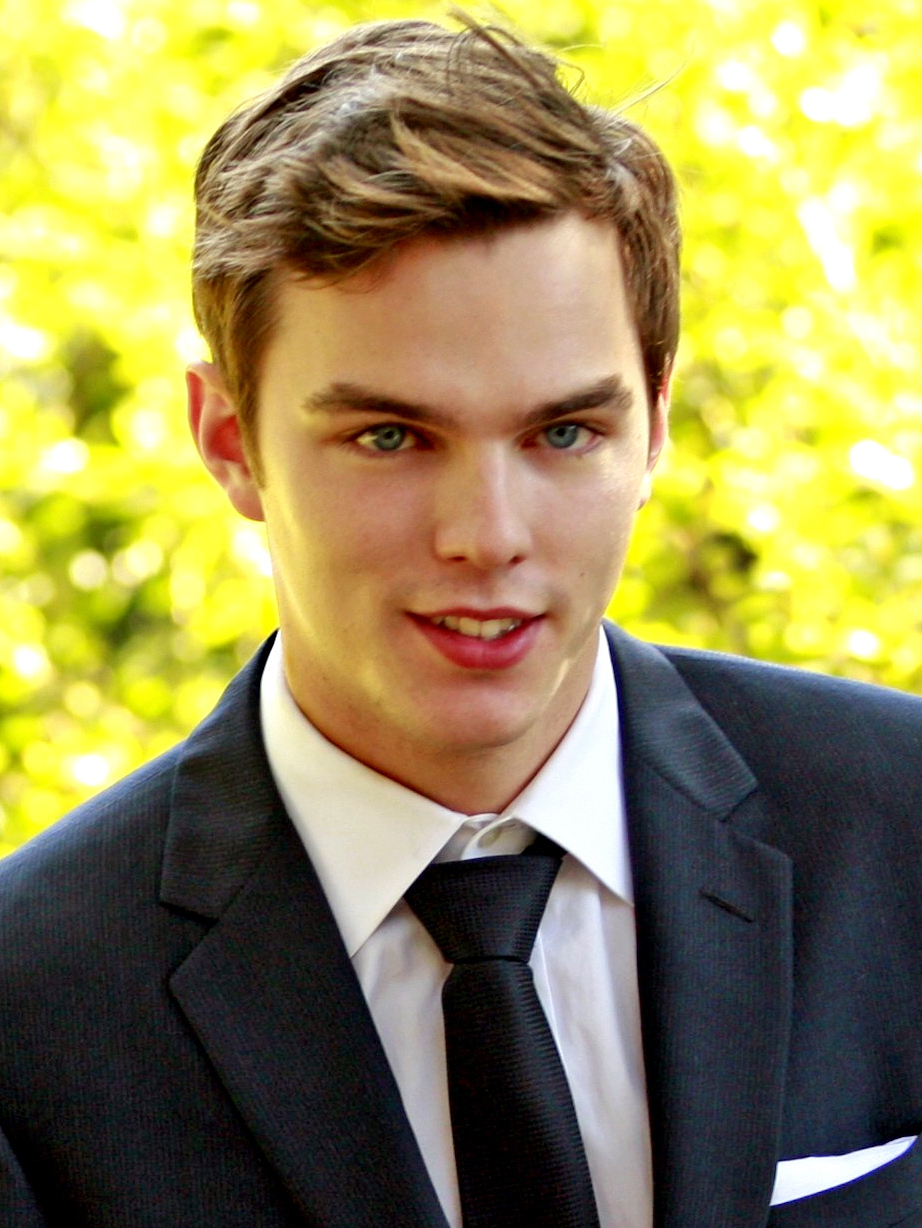
Nicholas Hoult (2009)

Hoult verbrachte den Großteil seiner Kindheit mit seiner Familie in Sindlesham, einem Dorf im Bezirk Wokingham, Berkshire. Seine Eltern sind Glenis Hoult Brown, eine Klavierlehrerin, und Roger Hoult, ein Pilot der Fluggesellschaft British Airways. Hoult ist das dritte von vier Geschwistern; seine Geschwister sind Clarista Hoult (* 1992), Rosanna Hoult (* 1984) und James Hoult (* 1977). Seine Großtante väterlicherseits ist die Schauspielerin und Sängerin Anna Neagle, und sein Großonkel durch Heirat ist der britische Filmregisseur und Produzent Herbert Wilcox.
In seiner Kindheit lernte er Posaune zu spielen und war Mitglied des örtlichen Chors. Neben der Schauspielerei interessierte er sich auch für Ballett und trat als Tänzer in hochkarätigen Ensembles bei regionalen Produktionen des English National Ballet auf.
Er nahm außerdem an der British Basketball League (BBL) mit dem Basketballteam Reading Rockets teil, das ihn Jahre später zum Botschafter des Clubs ernannte. In seiner Freizeit spielt er Basketball und Golf und trainiert Jiu-Jitsu sowie Boxen. Außerdem ist er ein großer Fan der MotoGP und der Formel 1.
Nicholas Hoult ist Vater von zwei Kindern mit dem kalifornischen Model Bryana Holly Keilana Bezlaj, mit der er seit dem 12. Dezember 2016 in einer Beziehung ist. Ihr erstes Kind wurde am 17. April 2018 geboren, das zweite im Oktober 2022. Hoult und Holly heirateten heimlich.

## Filmografie (Auswahl)

### Filme
- 1996: Bed & Breakfast – Die Miete zahlt der Tod (Intimate Relations)
- 1997: Mr. White Goes to Westminster (Fernsehfilm)
- 2002: About a Boy oder: Der Tag der toten Ente (About a Boy)
- 2005: Wah-Wah
- 2005: The Weather Man
- 2006: Streets of London – Kidulthood (Kidulthood)
- 2007: Coming Down the Mountain (Fernsehfilm)
- 2009: A Single Man
- 2010: Kampf der Titanen (Clash of the Titans)
- 2011: X-Men: Erste Entscheidung (X-Men: First Class)
- 2013: Warm Bodies
- 2013: Jack and the Giants (Jack the Giant Slayer)
- 2014: Young Ones
- 2014: X-Men: Zukunft ist Vergangenheit (X-Men: Days of Future Past)
- 2015: Mad Max: Fury Road
- 2015: Kill Your Friends
- 2015: Dark Places – Gefährliche Erinnerung (Dark Places)
- 2016: Equals – Euch gehört die Zukunft (Equals)
- 2016: X-Men: Apocalypse
- 2016: Collide
- 2017: Rebel in the Rye
- 2017: Sand Castle
- 2017: Edison – Ein Leben voller Licht (The Current War)
- 2017: Newness
- 2018: Deadpool 2
- 2018: The Favourite – Intrigen und Irrsinn (The Favourite)
- 2019: Tolkien
- 2019: X-Men: Dark Phoenix (Dark Phoenix)
- 2019: Outlaws – Die wahre Geschichte der Kelly Gang (True History of the Kelly Gang)
- 2020: The Banker
- 2021: They Want Me Dead (Those Who Wish Me Dead)
- 2022: The Menu
- 2023: Renfield
- 2024: Garfield – Eine extra Portion Abenteuer (The Garfield Movie, Stimme)
- 2024: The Order
- 2024: Juror No. 2
- 2024: Nosferatu – Der Untote (Nosferatu)
- 2025: Superman

### Fernsehserien
- 1996: Casualty (Folge 11x03)
- 1998: Silent Witness (2 Folgen)
- 1999: Inspektor Wexford ermittelt (Ruth Rendell Mysteries, Folge 11x9)
- 2000: The Bill (Folge 16x32)
- 2001: Magic Grandad (3 Folgen)
- 2001: Holby City (Folge 3x18)
- 2001: Doctors (Folge 2x102)
- 2001: Waking the Dead – Im Auftrag der Toten (Waking the Dead, 2 Folgen)
- 2001: World of Pub (Folge 1x04)
- 2002: Murder in Mind (Folge 2x07)
- 2002: Judge John Deed (Folge 2x04)
- 2003: Star
- 2004: Keen Eddie (Folge 1x11)
- 2007–2008: Skins – Hautnah (Skins, 19 Folgen)
- 2008: Kommissar Wallander: Die falsche Fährte (Wallander, Folge 1x01)
- 2012: Robot Chicken
- 2018: Unten am Fluss (Watership Down, Stimme)
- 2020–2021: Crossing Swords
- 2020–2023: The Great (29 Folgen)

## Auszeichnungen und Nominierungen
Auszeichnungen:
- Critics’ Choice Movie Award
  - 2018: Bestes Schauspielensemble für The Favourite
- Florida Film Critics Circle Award
  - 2018: Bestes Ensemble für The Favourite
- Giffoni Award
  - 2016: Giffoni Award für Mad Max: Fury Road
- New Mexico Film Critics Award
  - 2018: Bestes Ensemble für The Favourite
- Online Film & Television Association Award
  - 2003: Beste Jugenddarstellung für About a Boy
- Phoenix Film Critics Society Award
  - 2002: Beste Leistung eines jungen Schauspielers in einer Haupt- oder Nebenrolle für About a Boy oder: Der Tag der toten Ente[2]
- Satellite Award
  - 2019: Bestes Ensemble – Film für The Favourite

Nominierungen:
- AACTA International Award
  - 2025: Bester Nebendarsteller für Juror No. 2
- British Academy Film Award (BAFTA)
  - 2010: Rising Star Award.
- Columbus Film Critics Association Award
  - 2024: Schauspieler des Jahres für Juror No. 2, Nosferatu – Der Untote und The Order
- Critics’ Choice Movie Award
  - 2002: Beste Kinderleistung für About a Boy
- Critics’ Choice Television Award
  - 2020: Bester Schauspieler in einer Comedyserie für The Great
  - 2021: Bester Schauspieler in einer Comedyserie für The Great
  - 2022: Bester Schauspieler in einer Comedyserie für The Great
- Golden Globe Award
  - 2021: Bester Schauspieler in einer Serie – Komödie oder Musical für The Great
  - 2022: Bester Schauspieler in einer Serie – Komödie oder Musical für The Great
- London Critics’ Circle Film Award
  - 2025: Bester britischer Darsteller für Juror No. 2, Nosferatu – Der Untote und The Order
- MTV Movie & TV Award
  - 2021: Bester Bösewicht für The Great
- Online Film & Television Association Award
  - 2019: Bestes Ensemble für The Favourite
  - 2020: Bester Schauspieler in einer Comedyserie für The Great
  - 2022: Bestes Ensemble in einer Comedyserie für The Great
- Primetime Emmy Award
  - 2022: Herausragender Hauptdarsteller in einer Comedyserie für The Great
- Satellite Award
  - 2021: Bester Schauspieler in einer Serie – Komödie oder Musical für The Great
- Screen Actors Guild Award
  - 2020: Herausragende Leistung eines männlichen Schauspielers in einer Comedyserie für The Great[3]
  - 2020: Herausragende Leistung eines Ensembles in einer Comedyserie für The Great
  - 2022: Herausragende Leistung eines Ensembles in einer Comedyserie für The Great
- Teen Choice Award
  - 2011: Beste Chemie in einem Film für X-Men: Erste Entscheidung
  - 2013: Bester Schauspieler in einer Filmkomödie für Warm Bodies
  - 2013: Bester Schauspieler in einem romantischen Film für Warm Bodies
  - 2014: Bester Szenendieb in einem Film für X-Men: Zukunft ist Vergangenheit
  - 2015: Bester Szenendieb in einem Film für Mad Max: Fury Road

- Young Artist Award
  - 2002: Bester junger Hauptdarsteller für About a Boy[4]